# ザック・サンティアゴ
ザック・サンティアゴ（Zak Santiago、1981年1月3日 - ）は、カナダの俳優。

## 出演作品
- レディ・ガイ
- ＦＲＩＮＧＥ／フリンジ ファイナル・シーズン
- 沈黙の嵐　TRUE JUSTICE2 PART1
- 沈黙の掟　TRUE JUSTICE2 PART2
- ＧＡＬＡＣＴＩＣＡ：スピンオフ 【BLOOD＆CHROME／最高機密指令】
- 沈黙の牙　TRUE JUSTICE2 PART3
- 沈黙の炎　TRUE JUSTICE2 PART4
- 沈黙の刻　TRUE JUSTICE2 PART5
- リーガルに恋して シーズン2
- Ｖ シーズン2
- スモーク・スクリーン 疑惑の炎
- ヒューマン・ターゲット シーズン1
- パトリシア・コーンウェル 前線
- パトリシア・コーンウェル 捜査官ガラーノ
- スティーヴン・セガール 沈黙の鎮魂歌
- ユーリカ　～地図にない街～ シーズン3
- ボルケーノ in N.Y.
- バニシング・シューター
- Ｌの世界 シーズン1
- デンジャーゾーン　タービュランス3
- コンティニアムCPS特捜班
- 郵便探偵 ロストレターズ・ミステリー